# Vanuatumerel
De vanuatumerel (Turdus vanikorensis) is een zangvogel uit de familie Turdidae (lijsters). Eerder werd deze vogel beschouwd als een ondersoort van de eilandmerel (T. poliocephalus).

## Verspreiding en leefgebied
Deze vogel komt voor in de bergen Vanuatu en de Salomonseilanden en telt acht ondersoorten:
- T. v. rennellianus: Rennell (Salomonseilanden).
- T. v. efatensis: zuidelijk-centraal Vanuatu.
- T. v. becki: centraal Vanuatu.
- T. v. malekulae: noordelijk-centraal Vanuatu.
- T. v. placensis: noordelijk Vanuatu.
- T. v. vanikorensis: Vanikoro in noordwestelijk Vanuatu.
- T. v. whitneyi: noordelijk Vanuatu.
- † T. v. mareensis: Maré (uitgestorven).